# Джакомо Лози
Джа́комо Ло́зи (на италиански: Giacomo Losi‎)  (10 септември 1935 Сончино - 4 февруари 2024 Рим, Италия)  е италиански футболист защитник. Почти цялата му кариера преминава в италианския Рома и Националния отбор на Италия. Участник на Мондиал 1962. 
Заради лоялността и силната си игра Лози е наречен от феновете „Сърцето на Рома“. До 2007 година държи рекорда за най-много изиграни мачове с „джалоросите“ 450, когато на 31 януари 2007 Франческо Тоти го надминава с 451 срещи. По-голямата част от семейството му напуска Италия, местейки се в Бостън (Масачусетс). През изиграните 15 сезона Лози записва 471 мача и печели две купи на Италия и Купата на Панаирните градове. От 1970 година е треньор в различни италиански клубове.

### Успехи
като футболист
Отборни
 Рома (Рим)
- Купа на Италия
  - Носител (1): 1963/64, 1968/69

- Купа на панаирните градове
  -  Носител (1): 1960/61

 Кремонезе (Кремона)
- Лига Национале IV , група С 
  -  Шампион (1): 1953/54

като треньор
 Бари
- Серия С (група С) 
  -  Шампион (1): 1976/77

### Най-добър
- В залата на славата на Рома: 2012[2]